# Pseudomoron hiekei
Pseudomoron hiekei – gatunek chrząszcza z rodziny kózkowatych i podrodziny zgrzypikowych. Jedyny przedstawiciel rodzaju Pseudomoron.

## Zasięg występowania
Gatunek ten występuje w Papui Nowej Gwinei.